# J-League de 2019
A J-League de 2019 foi a 27ª edição da liga de futebol japonesa profissional J-League. Teve início em 22 de fevereiro e com término em dezembro de 2019.
O Yokohama F. Marinos venceu a competição após 15 anos, depois de uma reação na parte final, encerrando uma sequência de 2 títulos do Kawasaki Frontale, que não conquistou o tricampeonato. O clube teve ainda os 2 artilheiros - Marcos Júnior e Teruhito Nakagawa, empatados com 15 gols. Nakagawa foi também o jogador que mais realizou assistências (10, empatado com Katsuya Nagato, do Vegalta Sendai).
Os 3 clubes que ascenderam da J2 foram Matsumoto Yamaga (que foi rebaixado) e Oita Trinita, respectivamente campeão e vice em 2018. Além do Matsumoto, o tradicional Júbilo Iwata amargou o segundo rebaixamento em sua história. 16º colocado na classificação geral, o Shonan Bellmare empatou o playoff de acesso e rebaixamento contra o Tokushima Vortis, que ficou na quarta posição da J2, por 1 a 1, e permaneceu na primeira divisão.
A maior goleada foi protagonizada pelo Consadole Sapporo, que fez 8 a 0 sobre o Shimizu S-Pulse, em pleno Nihondaira Stadium.

## Participantes
| Clube               | Local     | Estádio                                | Última temporada |
| ------------------- | --------- | -------------------------------------- | ---------------- |
| Consadole Sapporo   | Sapporo   | Sapporo Dome                           | J1 (4º)          |
| Vegalta Sendai      | Miyagi    | Yurtec Stadium Sendai                  | J1 (11º)         |
| Kashima Antlers     | Ibaraki   | Kashima Soccer Stadium                 | J1 (3º)          |
| Urawa Red Diamonds  | Saitama   | Saitama Stadium 2002                   | J1 (5º)          |
| FC Tokyo            | Tóquio    | Ajinomoto Stadium                      | J1 (6º)          |
| Kawasaki Frontale   | Kanagawa  | Todoroki Athletics Stadium             | J1 (Campeão)     |
| Yokohama F. Marinos | Kanagawa  | Nissan Stadium                         | J1 (12º)         |
| Shonan Bellmare     | Kanagawa  | Shonan BMW Stadium Hiratsuka           | J1 (13º)         |
| Shimizu S-Pulse     | Shizuoka  | Nihondaira Stadium                     | J1 (8º)          |
| Júbilo Iwata        | Shizuoka  | Yamaha Stadium                         | J1 (16º)         |
| Nagoya Grampus      | Aichi     | Paloma Mizuho Stadium Toyota Sutajiamu | J2 (15º)         |
| Gamba Osaka         | Osaka     | Suita City Football Stadium            | J1 (9º)          |
| Cerezo Osaka        | Osaka     | Yanmar Stadium Nagai                   | J1 (7º)          |
| Vissel Kobe         | Hyogo     | Kobe Wing Stadium                      | J1 (10º)         |
| Sanfrecce Hiroshima | Hiroshima | Hiroshima Big Arch Stadium             | J1 (2º)          |
| Sagan Tosu          | Saga      | Best Amenity Stadium                   | J1 (14º)         |
| Matsumoto Yamaga    | Matsumoto | Matsumoto Stadium                      | J2 (Campeão)     |
| Oita Trinita        | Oita      | Oita Stadium Big                       | J2 (2º)          |

### Técnicos, capitães, equipamentos e patrocínios
| Clube               | Treinador                                    | Capitão           | Equipamentos | Patrocínio principal |
| ------------------- | -------------------------------------------- | ----------------- | ------------ | -------------------- |
| Kashima Antlers     | Go Oiwa                                      | Atsuto Uchida     | Nike         | Lixil                |
| Cerezo Osaka        | Miguel Ángel Lotina                          | Hiroshi Kiyotake  | Puma         | Yanmar               |
| Consadole Sapporo   | Mihailo Petrović                             | Hiroki Miyazawa   | Kappa        | Shiroi Koibito       |
| Yokohama F. Marinos | Ange Postecoglou                             | Takuya Kida       | Adidas       | Nissan               |
| Kawasaki Frontale   | Toru Oniki                                   | Yu Kobayashi      | Puma         | Fujitsu              |
| Gamba Osaka         | Tsuneyasu Miyamoto                           | Genta Miura       | Umbro        | Panasonic            |
| Júbilo Iwata        | Hiroshi Nanami Hideto Suzuki Fernando Jubero | Nagisa Sakurauchi | Puma         | Yamaha               |
| Nagoya Grampus      | Yahiro Kazama Massimo Ficcadenti             | Yuichi Maruyama   | Mizuno       | Toyota               |
| Urawa Red Diamonds  | Oswaldo de Oliveira Tsuyoshi Otsuki          | Yosuke Kashiwagi  | Nike         | Polus                |
| Matsumoto Yamaga    | Yasuharu Sorimachi                           | Yuya Hashiuchi    | Adidas       |                      |
| Shimizu S-Pulse     | Jan Jönsson Yoshiyuki Shinoda                | Ryo Takeuchi      | Puma         | Suzuyo               |
| Sagan Tosu          | Lluís Carreras Kim Myung-hwi                 | Akito Fukuta      | New Balance  | DHC                  |
| Sanfrecce Hiroshima | Hiroshi Jofuku                               | Toshihiro Aoyama  | Nike         | Edion                |
| Shonan Bellmare     | Cho Kwi-jea Bin Ukishima                     | Kazunari Ono      | Penalty      | Meldia               |
| FC Tokyo            | Kenta Hasegawa                               | Keigo Higashi     | Umbro        | Lifeval              |
| Vegalta Sendai      | Susumu Watanabe                              | Kazuki Oiwa       | Adidas       | Iris Ohyama          |
| Vissel Kobe         | Juan Manuel Lillo Thorsten Fink              | Andrés Iniesta    | Asics        | Rakuten              |
| Oita Trinita        | Tomohiro Katanosaka                          | Yoshinori Suzuki  | Puma         |                      |

### Trocas de técnicos
| Equipe             | Técnico demitido    | Motivo da demissão   | Dia em que saiu        | Técnico substituto | Dia em que assumiu o cargo |
| ------------------ | ------------------- | -------------------- | ---------------------- | ------------------ | -------------------------- |
| Vissel Kobe        | Juan Manuel Lillo   | Consenso mútuo       | 17 de abril de 2019    | Takayuki Yoshida   | 17 de abril de 2019        |
| Sagan Tosu         | Lluís Carreras      | Consenso mútuo       | 5 de maio de 2019      | Kim Myung-hwi      | 7 May 2019                 |
| Shimizu S-Pulse    | Jan Jönsson         | Consenso mútuo       | 12 de maio de 2019     | Yoshiyuki Shinoda  | 14 de maio de 2019         |
| Urawa Red Diamonds | Oswaldo de Oliveira | Consenso mútuo       | 28 de maio de 2019     | Tsuyoshi Otsuki    | 28 de maio de 2019         |
| Vissel Kobe        | Takayuki Yoshida    | Consenso mútuo       | 8 de junho de 2019     | Thorsten Fink      | 8 de junho de 2019         |
| Júbilo Iwata       | Hiroshi Nanami      | Consenso mútuo       | 30 de junho de 2019    | Hideto Suzuki      | 1 de julho de 2019         |
| Júbilo Iwata       | Hideto Suzuki       | Problemas de saúde   | 15 de agosto de 2019   | Fernando Jubero    | 20 de agosto de 2019       |
| Nagoya Grampus     | Yahiro Kazama       | Demitido             | 23 de setembro de 2019 | Massimo Ficcadenti | 23 de setembro de 2019     |
| Shonan Bellmare    | Cho Kwi-jea         | Rescindiu o contrato | 8 de outubro de 2019   | Bin Ukishima       | 10 de outubro de 2019      |

## Jogadores estrangeiros
- Jogadores em negrito indica que foi registrado durante o período de transferências no meio da temporada.

| Clube               | Jogador 1         | Jogador 2          | Jogador 3        | Jogador 4        | Jogador 5       | Jogador 6            | Jogador 7       | Jogador 8            | Deixou o elenco                                         |
| ------------------- | ----------------- | ------------------ | ---------------- | ---------------- | --------------- | -------------------- | --------------- | -------------------- | ------------------------------------------------------- |
| Consadole Sapporo   | Anderson Lopes    | Lucas Fernandes    | Jay Bothroyd     | Gu Sung-yun      | Kim Min-tae     | Chanathip Songkrasin |                 |                      |                                                         |
| Vegalta Sendai      | Diogo Acosta      | Ramon Lopes        | Simão            | Ryang Yong-gi    | Jakub Słowik    | Kim Jung-ya          |                 |                      |                                                         |
| Kashima Antlers     | Bueno             | Leandro            | Léo Silva        | Serginho         | Jung Seung-hyun | Kwoun Sun-tae        |                 |                      |                                                         |
| Urawa Red Diamonds  | Ewerton           | Fabrício           | Maurício Antônio | Quenten Martinus |                 |                      |                 |                      | Andrew Nabbout                                          |
| FC Tokyo            | Arthur Silva      | Diego Oliveira     | Jael             | Na Sang-ho       | Oh Jae-suk      | Yu In-soo            | Nattawut Suksum |                      | Jang Hyun-soo                                           |
| Kawasaki Frontale   | Jesiel            | Leandro Damião     | Maguinho         | Jung Sung-ryong  |                 |                      |                 |                      | Caio César                                              |
| Yokohama F. Marinos | Edigar Junio      | Erik               | Marcos Júnior    | Mateus           | Thiago Martins  | Dušan Cvetinović     | Park Iru-gyu    | Theerathon Bunmathan | Ippei Shinozuka                                         |
| Shonan Bellmare     | Crislan           | Freire             | Ömer Tokaç       |                  |                 |                      |                 |                      | Rafael Dumas Leleu                                      |
| Shimizu S-Pulse     | Douglas           | Elsinho            | Junior Dutra     | Renato Augusto   | Jong Tae-se     | Hwang Seok-ho        |                 |                      | Wanderson                                               |
| Júbilo Iwata        | Adaílton          | Fábio              | Lukian           | Lorenzo Ebecilio | Fozil Musaev    | Krzysztof Kamiński   |                 |                      | Gerson Rodrigues Eren Albayrak                          |
| Nagoya Grampus      | Mitchell Langerak | Eduardo Neto       | Gabriel Xavier   | Jô               | João Schmidt    |                      |                 |                      | Mateus                                                  |
| Gamba Osaka         | Ademilson         | Patric             | Kim Young-gwon   | David Concha     | Markel Susaeta  |                      |                 |                      | Hwang Ui-jo Oh Jae-suk                                  |
| Cerezo Osaka        | Leandro Desábato  | Pierce Waring      | Bruno Mendes     | Souza            | Matej Jonjić    | Kim Jin-hyeon        |                 |                      | Yang Dong-hyun                                          |
| Vissel Kobe         | Dankler           | Wellington         | Thomas Vermaelen | Lukas Podolski   | Joan Oumari     | Andrés Iniesta       | David Villa     | Sergi Samper         | Kim Seung-gyu                                           |
| Sanfrecce Hiroshima | Douglas Vieira    | Leandro Pereira    | Rhayner          | Emil Salomonsson |                 |                      |                 |                      | Patric Besart Berisha                                   |
| Sagan Tosu          | Tiago Alves       | An Yong-woo        | Cho Dong-geon    | Kim Min-ho       | Park Jeong-su   | Isaac Cuenca         |                 |                      | Víctor Ibarbo Karlo Bručić Nino Galović Fernando Torres |
| Matsumoto Yamaga    | Eduardo           | Paulinho           | Serginho         | Goh Dong-min     | Jo Jin-woo      | Esmaël Gonçalves     |                 |                      | Leandro Pereira                                         |
| Oita Trinita        | Mun Kyung-gun     | Thitipan Puangchan |                  |                  |                 |                      |                 |                      |                                                         |

## Artilharia
| Ranking | Jogador           | Clube               | Gols |
| ------- | ----------------- | ------------------- | ---- |
| 1       | Marcos Júnior     | Yokohama F. Marinos | 15   |
| 1       | Teruhito Nakagawa | Yokohama F. Marinos | 15   |
| 3       | Douglas           | Shimizu S-Pulse     | 14   |
| 3       | Diego Oliveira    | FC Tokyo            | 14   |
| 5       | Yu Kobayashi      | Kawasaki Frontale   | 13   |
| 5       | Musashi Suzuki    | Consadole Sapporo   | 13   |
| 5       | David Villa       | Vissel Kobe         | 13   |
| 8       | Shinzo Koroki     | Urawa Red Diamonds  | 12   |
| 8       | Serginho          | Kashima Antlers     | 12   |
| 10      | Edigar Junio      | Yokohama F. Marinos | 11   |